# ممفيس بلوز

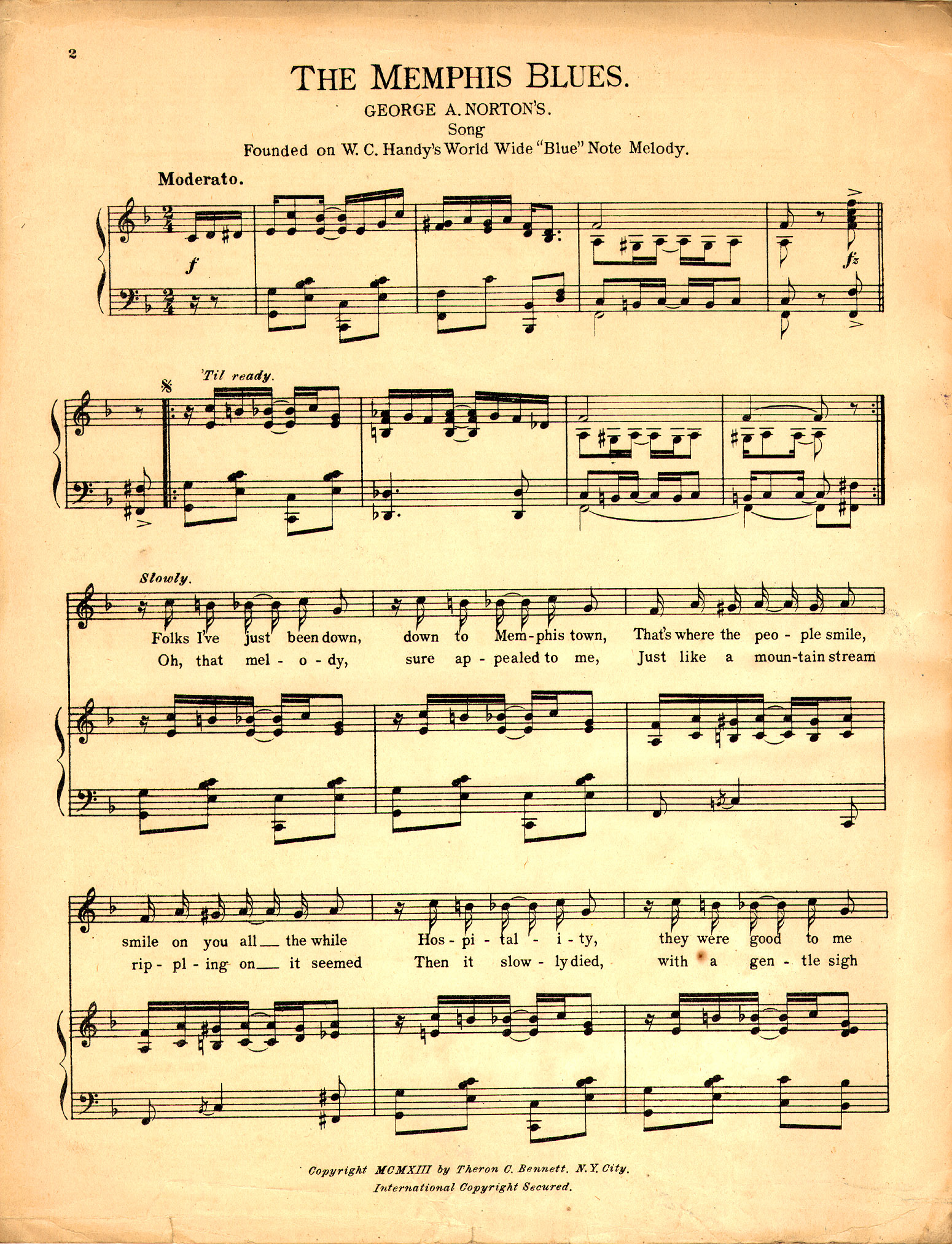

ممفيس بلوز نمط من موسيقى البلوز التي تم إنشاؤها في عشرينيات وثلاثينيات القرن الماضي من قبل الموسيقيين في منطقة ممفيس مثل فرانك ستوكس وسليبي جون إستيس وفروي لويس وممفيس ميني. كان النمط الشعبي في عروض الفودفيل والطب وكان مرتبطا مع منطقة ممفيس الترفيهيه الرئيسية في شارع بيل.